# Museo Pedagógico de Galicia
El Museo Pedagógico de Galicia (MUPEGA) (en gallego, Museo Pedagóxico de Galicia) es un museo dependiente de la Consellería de Cultura, Educación e Ordenación Universitaria de la Junta de Galicia, que tiene como objetivo el estudio, recuperación y difusión del patrimonio pedagógico de Galicia. Está situado en Santiago de Compostela, en la zona de San Lázaro. Fue creado por decreto del Consejo de la Junta de Galicia en el año 2000. En octubre de 2006 fuera reconocido por el Consejo de la Junta de Galicia como museo de contenido pedagógico y científico técnico de ámbito autonómico gallego. 
En él se exponen de manera permanente recreaciones de instalaciones de colegios de las épocas republicana y franquista además de otros recursos pedagógicos de la historia de la educación en Galicia.
En este museo se exponía el que está considerado como el primer libro electrónico, obra de la inventora y pedagoga Ángela Ruiz Robles que con el nombre de enciclopedia mecánica fue creado en 1949. Dicho libro se encuentra en la actualidad expuesto en el Museo Nacional de Ciencia y Tecnología de La Coruña.
El número de visitantes al Museo Pedagógico de Galicia desde su creación a finales del año 2004 asciende a 13 494 personas.